# Rajada d'ulls petits
La rajada d'ulls petits (Raja microocellata) és una espècie de peix de la família dels raids i de l'ordre dels raïformes.

## Morfologia
- Els mascles poden assolir 80 cm de longitud total i les femelles 86.
- Pes màxim: 4.500 g.[2][3]

## Reproducció
És ovípar, els ous tenen com a banyes a la closca i les femelles en ponen entre 54 i 61 a l'any.

## Alimentació
Menja peixos.

## Hàbitat
És un peix marí, de clima temperat (55°N-24°N, 16°W-1°W) i demersal que viu fins als 100 m de fondària.

## Distribució geogràfica
Es troba a l'oceà Atlàntic oriental: des del sud-oest d'Anglaterra i Irlanda fins al Sàhara Occidental. És absent de la Mar del Nord i de la Mediterrània.

## Observacions
És inofensiu per als humans.